# Donald Guthrie (théologien)
Pour les articles homonymes, voir Guthrie.
Donald Guthrie (21 février 1916 - 8 septembre 1992) est un théologien britannique spécialiste du Nouveau Testament, surtout connu pour son New Testament Introduction (1962) et son New Testament Theology (1981) qui sont reconnus comme des livres importants liés au Nouveau Testament.

## Biographie
Guthrie suit le cursus de baccalauréat en Divinitatis au Lycée de théologie de Londres (en) (anciennement le London Bible College et aujourd'hui le London School of Theology), accrédité par l'université de Londres.
Avant de terminer ses études, Guthrie commence à donner des conférences au London Bible College, à l'invitation du principal du Collège, Ernest Kevan.
Il continue à enseigner au College jusqu'à sa retraite en 1982, devenant vice-principal en 1978. Il est ensuite président du College de 1983 à sa mort.

## Travaux

### Livres
- Donald Guthrie, The Pastoral Epistles and the Mind of Paul, vol. 1955, Londres, Tyndale Press, coll. « Tyndale New Testament lecture », 1956 (OCLC 5001538)
- Donald Guthrie, The Pastoral Epistles, Grand Rapids, MI & Leicester, Eerdmans & InterVarsity Press, coll. « Tyndale New Testament Commentaries », 1957, 228 p. (ISBN 978-0-8028-1413-5, OCLC 759495)
- Donald Guthrie, Epistles from Prison : Philippians, Ephesians, Colossians, Philemon, vol. 19, London & New York, Lutterworth Press & Abingdon Press, coll. « Bible Studies », 1964 (OCLC 642698)
- The New Bible Commentary, Grand Rapids, MI & Leicester, Eerdmans & Inter-Varsity Press, 1970 (OCLC 82785)
- Donald Guthrie, A Shorter Life of Christ, Grand Rapids, MI, Zondervan, coll. « Contemporary Evangelical Perspectives », 1970, 186 p. (ISBN 978-0-310-25441-6, OCLC 101237)
- Donald Guthrie, Jesus the Messiah : an illustrated life of Christ, Grand Rapids, MI, Zondervan, 1972 (OCLC 483425)
- Donald Guthrie, The Apostles, Grand Rapids, MI, Zondervan, 1975 (OCLC 1543882)
- Donald Guthrie, New Testament Theology, Downers Grove, IL, Inter-Varsity Press, coll. « Master reference collection », 1981, 1064 p. (ISBN 978-0-87784-965-0, OCLC 7434241)
- Donald Guthrie, Galatians, Grand Rapids, MI, Eerdmans, coll. « New Century Bible Commentary », 1981, 164 p. (ISBN 978-0-8028-1906-2, OCLC 824657207)
- Donald Guthrie, The Letter to the Hebrews, Grand Rapids, MI & Leicester, Eerdmans & Inter-Varsity Press, coll. « Tyndale New Testament Commentaries », 1983, 281 p. (ISBN 978-0-8028-1427-2, OCLC 9350465, lire en ligne)
- Donald Guthrie, Bible guide to Ephesians, Philippians, and Colossians, Grand Rapids, MI & Leicester, Eerdmans, 1984, 222 p. (ISBN 978-0-8028-0084-8, OCLC 11970117)
- Donald Guthrie, A Guide to John's Gospel, Grand Rapids, MI & Leicester, Eerdmans, 1986, 231 p. (ISBN 978-0-8028-0256-9, OCLC 15252341)
- Donald Guthrie, The Relevance of John's Apocalypse, Grand Rapids, MI & Exter, UK, Eerdmans & Paternoster Press, coll. « Didsbury Lectures », 1987 (ISBN 978-0-8028-0329-0, OCLC 16227146)
- Donald Guthrie, New Testament Introduction, Downers Grove, IL, Inter-Varsity Press, coll. « Master reference collection », 1990, 1161 p. (ISBN 978-0-8308-1402-2, OCLC 20992943)

### Articles
- « Tertullian and Pseudonymity », Expository Times, vol. 67,‎ 1956, p. 341f
- « Recent Literature on the Petrine Epistles », Themelios, vol. 1, no 1,‎ octobre 1962, p. 13–23
- « Recent Literature on the Acts of the Apostles », Vox Evangelica, vol. 2,‎ 1963, p. 33–49
- « Dilemma in New Testament Criticism », TSF Bulletin, vol. 42,‎ été 1965, p. 4–9
- « Christianity and the Computer », TSF Bulletin, vol. 42,‎ été 1965, p. 9–11
- « Some Recent Books on the Gospels », Vox Evangelica, vol. 4,‎ 1965, p. 43–54
- « Oral Tradition in New Testament Times », Themelios, vol. 3, no 3,‎ 1966, p. 24–30
- « Some Recent Books on the Gospels », Vox Evangelica, vol. 4,‎ 1965, p. 43–54
- « Form Criticism », Themelios, vol. 5, no 1,‎ 1968, p. 8–14

## Publication commémorative
- Christ the Lord : Studies in Christology Presented to Donald Guthrie, Downers Grove, IL, Inter-Varsity Press, 1982, 344 p. (ISBN 978-0-87784-955-1, OCLC 8221716)